# Tilden (Illinois)
Tilden es una villa ubicada en el condado de Randolph en el estado estadounidense de Illinois. En el Censo de 2010 tenía una población de 934 habitantes y una densidad poblacional de 366,11 personas por km².

## Geografía
Tilden se encuentra ubicada en las coordenadas 38°12′43″N 89°41′1″O / 38.21194, -89.68361. Según la Oficina del Censo de los Estados Unidos, Tilden tiene una superficie total de 2.55 km², de la cual 2.52 km² corresponden a tierra firme y (1.12%) 0.03 km² es agua.

## Demografía
Según el censo de 2010, había 934 personas residiendo en Tilden. La densidad de población era de 366,11 hab./km². De los 934 habitantes, Tilden estaba compuesto por el 98.61% blancos, el 0% eran afroamericanos, el 0.54% eran amerindios, el 0% eran asiáticos, el 0% eran isleños del Pacífico, el 0.43% eran de otras razas y el 0.43% pertenecían a dos o más razas. Del total de la población el 0.43% eran hispanos o latinos de cualquier raza.